# کودکان ارواح را می‌بینند (آلبوم موسیقی)
کودکان ارواح را می‌بینند (به انگلیسی: Kids See Ghosts) اولین آلبوم استودیویی سوپرگروه هیپ هاپ آمریکایی Kids See Ghosts است که از کانیه وست و کید کادی تشکیل شده است. این آلبوم در۸ ژوئن ۲۰۱۸ از طریق لیبل‌های موسیقی Wicked Awesome Records و گود میوزیک منتشر شد و توسط دف‌جم ریکوردینگز توزیع یافت. قبل از انتشار آلبوم، وست و کادی از سال ۲۰۰۸ به همراه یکدیگر در عناوین مختلف همکاری داشتند، اگرچه به دلیل اختلاف در دیدگاه‌ها اختلافات بین فردی را تجربه کردند. اولین جلسات استودیویی آلبوم پس از اتحاد مجدد این دو هنرمند در اواخر سال ۲۰۱۶ آغاز شد.